# Route de la vie
La Route de la vie (en russe : Дорога жизни, Doroga jizni) est une voie de communication qui traversait le lac Ladoga gelé et constituait l'unique accès à la ville de Léningrad assiégée, pendant les mois d'hiver de novembre 1941 à janvier 1943. Le périmètre du siège de Leningrad était tenu par le Groupe d'armées Nord de l'armée allemande et les forces finlandaises.

## Description
Le siège de Léningrad dura 29 mois, du 8 septembre 1941 au 27 janvier 1944. Plus d'un million d'habitants de Léningrad moururent pendant le siège, victimes de la faim et des bombardements.
La Route de la vie commença à fonctionner le 20 novembre 1941, lorsque le premier convoi de traîneaux tirés par des chevaux apporta des approvisionnements à la ville. Peu après, la route de glace reçut le trafic des poids lourds. Par la Route de la vie, des fournitures purent être introduites dans la ville et les civils évacués vers la rive opposée, demeurée sous contrôle soviétique. Durant l'hiver 1941–1942, la « Route de la vie » fonctionna sur le lac gelé pendant 152 jours, jusqu'au 24 avril.
Pendant l'été, Léningrad pouvait être ravitaillée par de petits bateaux et des péniches par le lac Ladoga, mais la navigation était difficile et dangereuse en raison des bombardements et les capacités de transport étaient limitées.
Environ 514 000 habitants, 35 000 soldats blessés, de l'équipement industriel de 86 usines, mais aussi des œuvres d'art et les collections des musées furent évacués de Léningrad pendant le premier hiver de blocus. Alors que la route était défendue par l'artillerie anti-aérienne sur la glace et des avions de combat dans les airs, les convois de camions étaient constamment attaqués par les avions et l'artillerie allemands, rendant les déplacements dangereux. Certains survivants se souviennent donc amèrement de la route comme une « Route de la mort ».
Environ 1 300 000 personnes purent quitter Léningrad assiégée par la Route de la vie, essentiellement des femmes et des enfants. Les blessés, les invalides, les apprentis, les étudiants et le personnel des usines évacuées empruntèrent également cette route.
Le 18 juin 1942, un oléoduc (« Artère de la vie ») posé sur le fond du lac Ladoga fut mis en service. Il était long de 29 km, dont 21 km sous l'eau à une profondeur de 12,5 m. En août, un câble électrique passant par le lac commença à approvisionner la ville depuis la centrale électrique de Volkhov.
Pendant l'hiver de 1942-1943, la Route de la vie recommença à fonctionner, d'abord avec un trafic de chevaux, le 20 décembre 1942. Les véhicules à moteur purent être utilisés à partir du 24 décembre 1942. On commença la construction d'une voie ferrée sur la glace en décembre 1942.
En janvier 1943, cette voie ferrée est détruite par les bombardements aériens allemands. Rétabli, en février 1943, le chemin de fer est à nouveau détruit par l'aviation allemande.
L'Opération Iskra, une offensive soviétique de grande ampleur des troupes des fronts de Léningrad et de Volkhov, débuta dans la matinée du 12 janvier 1943. Après de très violents combats, les unités de l'Armée rouge s'emparèrent des zones puissamment fortifiées de l'armée allemande au sud du lac Ladoga. Le 18 janvier 1943, les deux fronts se rejoignirent et ouvrirent un couloir terrestre vers la ville assiégée. Presque immédiatement, les camions et les trains commencèrent à approvisionner Léningrad.
La ville de Léningrad resta soumise à un siège partiel, ainsi qu'à des bombardements aériens et à des tirs d'artillerie, jusqu'à ce qu'une offensive soviétique enfonce les lignes allemandes et lève le siège le 27 janvier 1944.

## La route
| Léningrad Lac Ladoga Rakhia Borisova Griva Vsevolojsk Kokkorevo Novaïa Ladoga Kobona |

Route terrestre
- Côté Léningrad

la route en Novembre-Décembre 1941

La route terrestre partait de Léningrad et suivait l'actuelle route A-128 passant par Vsevolojsk - Rakhia - Borisova Griva arrivait au bord du lac Ladoga au nord de Kokkorevo.
- Sur le lac Ladoga

Les convois passaient sur le lac gelé et au niveau des îles la route se séparait en deux.
Routes maritimes
Il existait 2 routes maritimes :
- L'une partait de Kobona[5]à l'est pour arriver près de Ladojskoïe Ozero[Où ?]
- L'autre partait de Novaïa Ladoga pour arriver à Mor'e[Où ?]

## Postérité
Pour l'héroïque résistance de ses citoyens, Léningrad fut la première ville récompensée par le titre de Ville héros en 1945. La Route de la vie fait aujourd'hui partie du Centre historique de Saint-Pétersbourg et ensembles monumentaux annexes figurant sur la liste du patrimoine mondial de l'Unesco.
Un monument commémoratif, le Cercle brisé, fut élevé en 1966 :
|  |  |